# Victor Tatin
Victor Tatin (n. 10 iulie 1843, Paris, Franța – d. 18 aprilie 1913, Paris, Franța) a fost un inginer francez care a creat unul dintre primele avioane, Aéroplane, în 1879, acesta fiind primul model de avion care a decolat folosind propria putere după o rulare la sol.
Modelul avea o anvergură de 1,90 m și cântărea 1,8 kg. Avea elice duble și era alimentat de un motor cu aer comprimat⁠(d). A zburat legat de un stâlp central pe o pistă circulară la unitățile militare din Chalais-Meudon. Rulând cu putere proprie, a decolat cu o viteză de 8 m/s.
Între 1890 și 1897, Tatin și Charles Richet au experimentat un model cu motor cu abur, cu o anvergură de 6,6 m și cântărind 33 kg cu două elice (în față și în spate). Ei au reușit să zboare cu acesta pe o distanță de 140 de metri, cu o viteză de 18 m/s. În 1902-1903, Tatin a colaborat cu Maurice Mallet la construcția dirijabilului Ville de Paris pentru Henri Deutsch de la Meurthe și în 1905 a proiectat elicea folosită de Traian Vuia pentru aeronava sa experimentală din 1906-1907. În 1908, Tatin a proiectat un monoplan împingător nereușit, care a fost expus la Salonul Aero de la Paris din 1908. În 1911 a colaborat cu Louis Paulhan la proiectarea Aéro-Torpille, un monoplan cu un design remarcabil de raționalizat.